# Clemens von Pirquet
Clemens Peter von Pirquet, Freiherr (barão) von Pirquet (Viena, 12 de maio de 1874 — 28 de fevereiro de 1929) foi um cientista e pediatra austríaco, mais conhecido pelos seus contributos no campo da bacteriologia e da imunologia.

## Vida e obra
Estudou teologia na Universidade de Innsbruck e filosofia na de Louvain, antes de se inscrever na de Graz. Aí se graduou como médico em 1900, começando a praticar na clínica pediátrica de Viena.
Em 1906 ele reparou que os doentes que tinham recebido previamente injecções de soro de cavalo ou da vacina para a varíola tinham reacções mais rápidas e graves a uma segunda injecção. Juntamente com Béla Schick, cunhou o termo alergia (do grego allos que significa "outro" e ergon que significa "reacção") para descrever esta reacção de hípersensibilidade.
Pouco depois, as observações realizadas com a varíola levaram Pirquet a compreender que a tuberculina, que
Robert Koch isolara  em 1890 da bactéria que causa a tuberculose, podia conduzir a uma reacção semelhante. Mantoux desenvolveu as ideias de Pirquet no teste de Mantoux, no qual a tuberculina é injectada sob a pele, que se tornou um teste de diagnóstico para a tuberculose em 1907.
Em 1909 ele tornou-se professor no Hospital Johns Hopkins, recusando uma proposta para assumir um lugar no Instituto Pasteur de Paris. Em 1910 regressou à Europa para trabalhar em Breslau (agora Wrocław) e depois em Viena.
A 28 de Fevereiro de 1929, Clemens von Pirquet e a sua mulher suicidaram-se.